# 马达电容

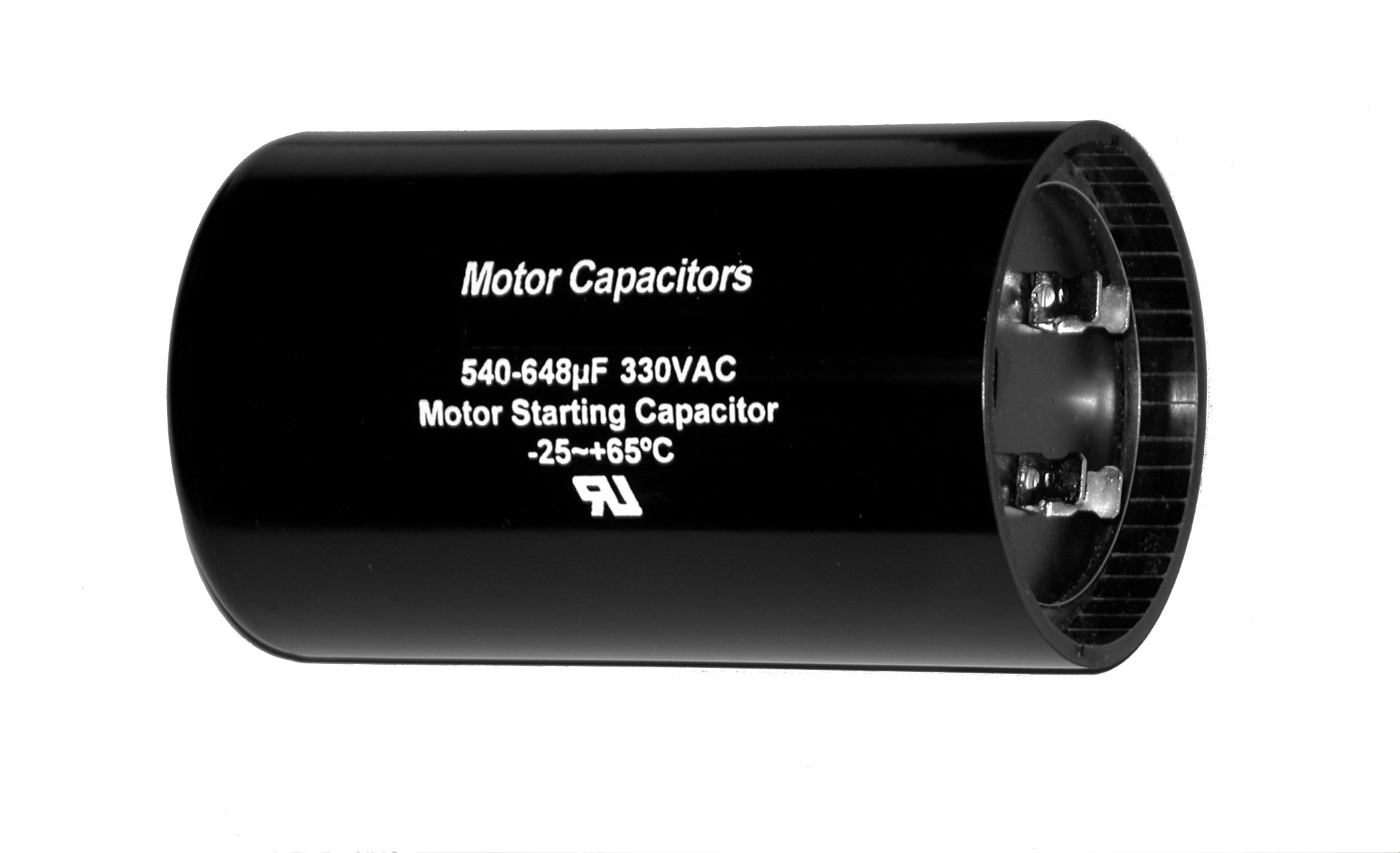
典型的电机启动电容

电机电容器 例如启动电容器或运行电容器（包括双运行电容器） 是一种电容器，可改变单相交流感应的一个或多个绕组的电流电机产生旋转磁场。
电机电容器有两种常见类型：运行电容器和启动电容器。
电机电容器用于交流电动机 （p. 11）例如，它们又用于空气调节、热水浴池/按摩浴池水疗泵、电动门、大型风扇或强制通风加热炉。 一些空气调节压缩机单元使用“双运行电容器”来提升风扇和压缩机电机。 

## 启动电容

简单的启动电容交流电动机电路图。 注意，启动电容与LC电路中的辅助绕组串联。

带有限速的电容式电动机。

启动电容器会短暂增加电机启动扭矩，并允许电机快速循环开关。启动电容器在电路中停留足够长的时间，以迅速将电机提高到预定速度，通常约为全速的 75%，然后通常通过在该速度下释放的离心开关将其从电路中取出.之后，电机使用运行电容器更有效地工作。  
启动电容器的额定值通常在 70 以上 µF，具有四个主要电压等级：125 伏特、165 伏特、250 伏特、330 伏特、 

## 运行电容器
一些异步电动机需要一个“运行电容器”来给第二相绕组（辅助线圈）通电，从而在电动机运行时产生旋转磁场。 

## 双运行电容器
一个双运行电容器支持两个电机，一个风扇电机和一个压缩机电机。它通过将两个物理电容器组合到一个外壳中来节省空间。双电容器具有三个端子，标有C的是普通端子， FAN和HERM的是密封压缩机。

## 标签
电容单位以微法拉(µF) 标示。较旧的电容器可能标有过时的术语“mfd”或“MFD”，这些术语可能含糊不清，但特别是在这种情况下，也用于微法（毫法是 1000 微法，在电机上不常见）。

## 故障模式
故障运行的电容器通常会肿胀，侧面或末端比平时弯曲或凸出更多；然后可以清楚地看到电容器已经失效，因为它膨胀甚至炸开导致电容器的电解质泄漏。一些电容器具有“压敏断续器”设计，可以在内部压力造成严重伤害之前使它们失效。一种这样的设计会导致电容器的顶部膨胀并破坏内部布线。
经过多年的使用，电容器的容量下降；这被称为“弱电容器”。结果，电机可能无法启动或无法全功率运行。
当电机在电网雷击期间运行时，运行电容器可能会被电压尖峰损坏或削弱，因此需要更换。
IEC /EN 60252-1 2011 规定了电机运行电容器的以下保护级别：
- S0——无保护；
- S1、S2——故障开路或短路；
- S3 - 仅故障开路。

## 安全问题

### 过热
电机电容器是热水浴缸循环泵的一个组件，如果有缺陷，可能会过热。这会造成火灾隐患，美国消费品安全委员会(CPSC) 已收到 100 多起关于电机电容器过热事件的报告，并引发了一些火灾。

### 中毒性
1978 年之前制造的电机电容器可能含有多氯联苯(PCB)。这些是剧毒和持久的化学物质，对人类和野生动物的健康有许多长期的负面影响。在美国，电容器需要贴上“无 PCB”或类似语言的标签。没有这些标签的电容器是可疑的。
含有电容器的PCB必须被替换,并通过咨询地方环境当局处置。 如果这些电容器泄漏或失败,电压可以释放到环境中,并且很可能导致极其昂贵的环境清理,并可能导致法律诉讼。 研究界对PCB有广泛的毒理报告。 美国国家环境保护局对如何在旧电容器中测试和管理这些有毒化学物质的正确方式有很多信息。